# Microphysogobio tafangensis
Microphysogobio tafangensis är en fiskart som först beskrevs av Wang, 1935.  Microphysogobio tafangensis ingår i släktet Microphysogobio och familjen karpfiskar. IUCN kategoriserar arten globalt som livskraftig. Inga underarter finns listade i Catalogue of Life.